# Rhaphidophoridae

A família Rhaphidophoridae é a que inclui o weta, entre outros orhopteras. Aqueles que ocorrem na Nova Zelândia, Austrália e Tasmânia são geralmente referidos como wetas saltadores ou wetas da caverna. A maioria são encontrados em ambientes florestais ou dentro de cavernas, tocas de animais, adegas, debaixo de pedras, em madeira ou em ambientes similares. Eles caracterizam-se, em parte, pelas suas longas antenas e patas. Eles podem ser encontrados em todos os continentes e em muitas ilhas continentais, sendo que na África há apenas uma espécie que está confinada à região sul da Cidade do Cabo, e aparentemente eles estão ausentes de Madagascar e Nova Caledônia. Os grilos de campo comuns podem ser de uma superfamília diferente (Grylloidea) e são só vagamente semelhantes, enquanto membros da família Tettigoniidae podem parecer superficialmente mais semelhantes no formato do corpo.

## Descrição

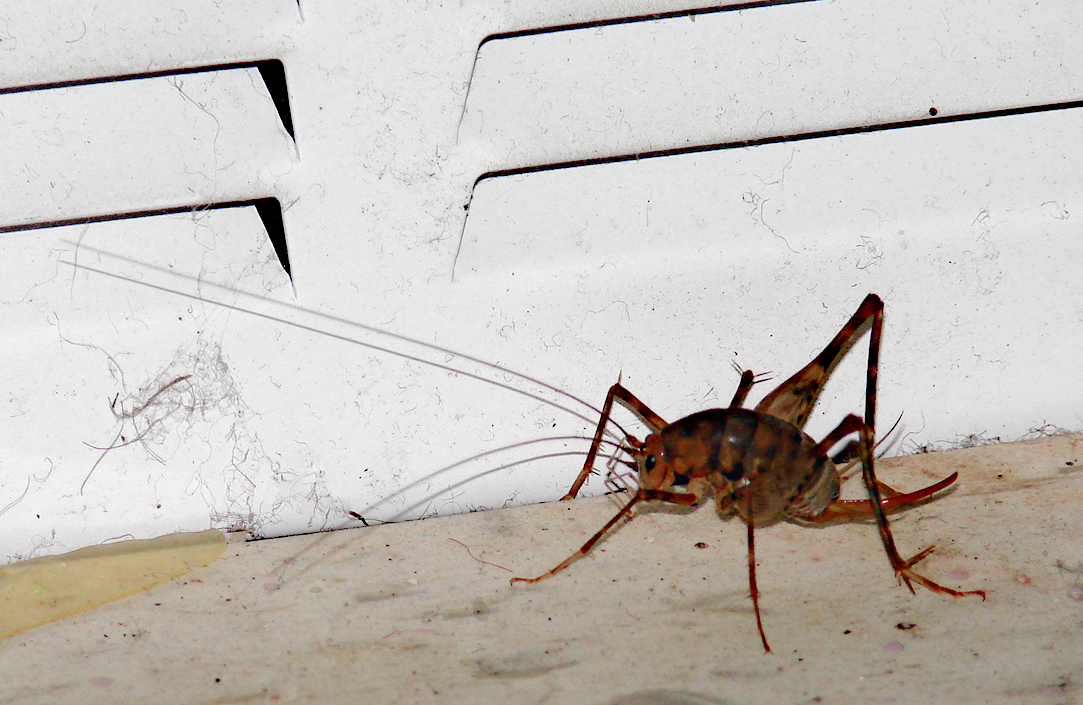
Grilo Camelo "Camel Cricket"

A maioria dos grilos das cavernas têm patas traseiras muitos grandes com fémures "em forma de baqueta", tíbias finas e longas e antenas delgadas e longas. Eles são de cor acastanhada e um pouco corcundas na aparência, sempre sem asas. Costumam ter 5 centímetros de comprimento no corpo e 10 centímetros para as pernas. Os corpos dos filhotes costumam ser translúcidos. Como o nome indica, grilos das cavernas são comumente vistos em cavernas ou minas antigas. No entanto, a maioria das espécies vivem em outros ambientes úmidos, frios, como madeiras podres, tocos, árvores ocas, folhas úmidas, pedras, tábuas e toras. Ocasionalmente, eles provam ser um incômodo nos porões de casas em áreas suburbanas, esgotos, poços e pilhas de lenha. Alguns chegam em áreas alpinas e vivem perto do gelo permanente - a "pulga" de Monte Cook e seus parentes na Nova Zelândia são um exemplo.

## Ecologia
Seus membros distintos e antenas podem servir a um propósito duplo. Normalmente vivem em um ambiente sem luz ou ativos à noite, então eles dependem fortemente de seu senso de toque, que é limitado apenas pelo seu alcance. Enquanto eles têm sido conhecidos por se fixar em residências nos porões de edifícios, muitos grilos das cavernas vivem suas vidas inteiras no fundo de cavernas reais. Nesses habitats, às vezes eles enfrentam longos períodos de tempo com acesso insuficiente a nutrientes. Dada a sua visão limitada, grilos das cavernas, muitas vezes saltam para qualquer ameaça percebida em uma tentativa de amedrontá-lo e afastá-lo. Embora pareçam intimidantes, são completamente inofensivos.
O grupo conhecido como "pisadores de areia" (sand treaders) são restritos a dunas de areia, dessa forma, estão adaptados a viver neste ambiente. Eles são ativos apenas durante a noite e com o passar do dia se enterram na areia para minimizar a perda de água. Costumam ser encontrados nas grandes dunas de areia da Califórnia e Utah, que servem de alimento para os escorpiões.

## Interação com humanos

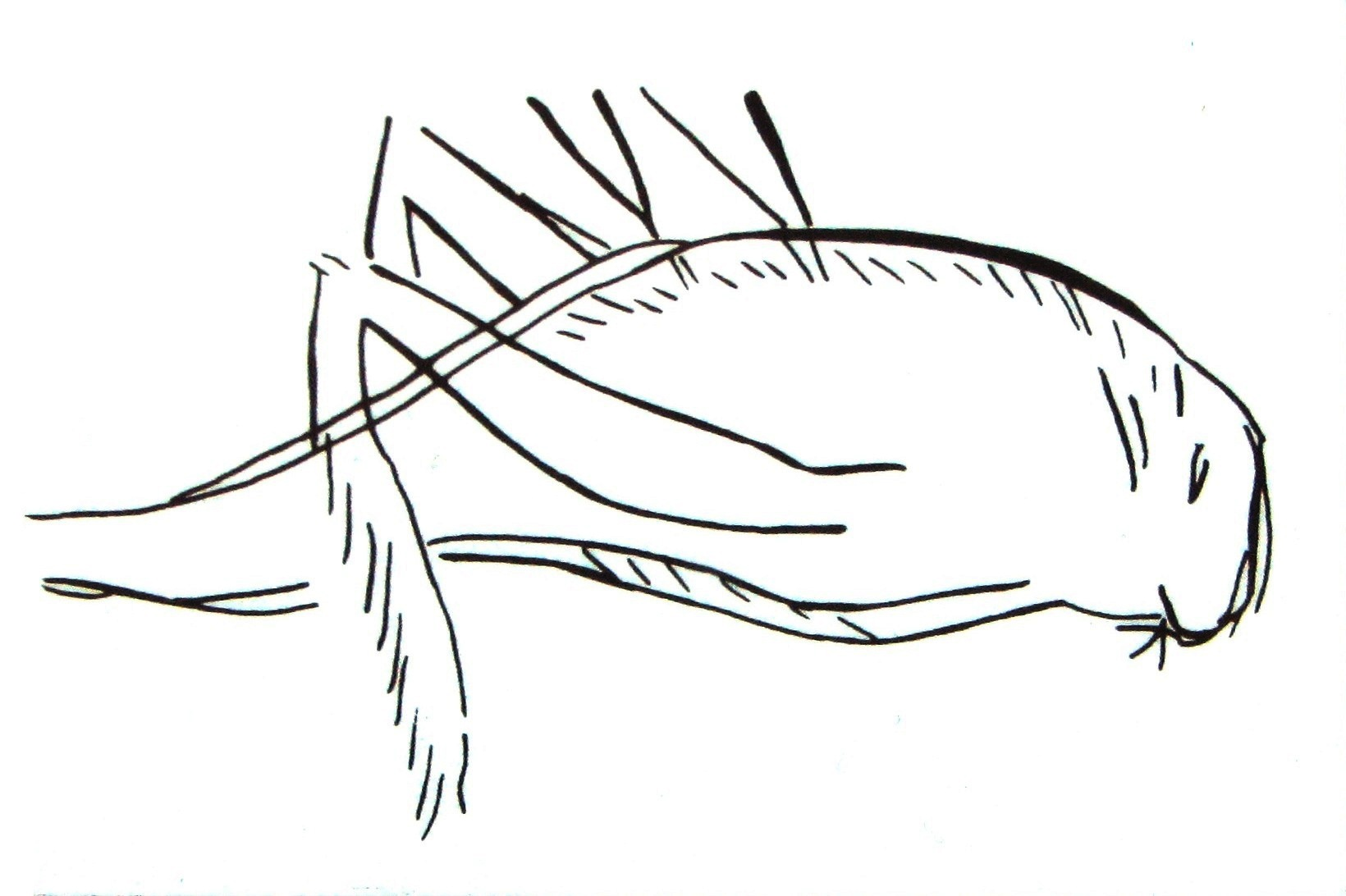
Gafanhoto, gravura da Caverna de Enléne perto de Montesquieu-Avantes, Ariége, com pernas alongadas, um habitantes discretos de ambientes escuras e úmidos.

Os Rhaphidophoridae são de pouca importância econômica, exceto como um incômodo em edifícios e casas, especialmente porões. Eles são geralmente "invasores acidentais" que vagueiam advindos de zonas adjacentes. Eles podem se reproduzir dentro de casa, especialmente em situações que fornecem escuro contínuo e condições de umidade, como um porão, chuveiro ou área de serviço, bem como restos orgânicos (por exemplo, pilhas de compostagem), que servem de alimento. Eles são invasores razoavelmente comuns de casas em Hokkaido e outras regiões mais frias no Japão, onde eles são chamados kamado-uma ou coloquialmente benjo Korogi (literalmente "grilo do banheiro").